# 邻接法

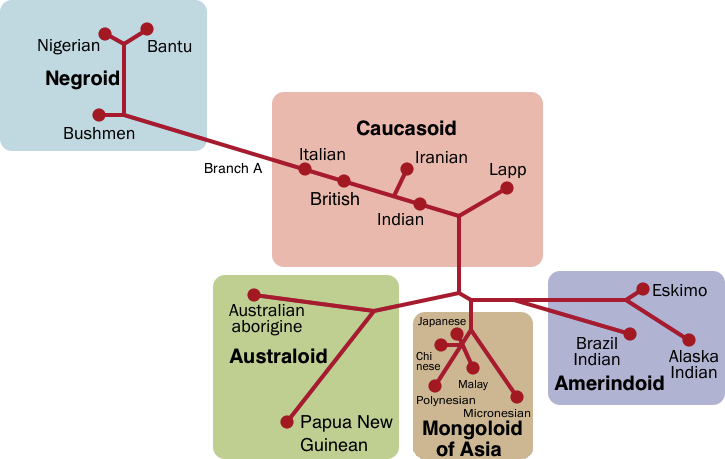
2002年日本國立遺傳學研究所學者齋藤成也根據世界上18個人類族群的23種遺傳訊息，以邻接法估算而成的遺傳距離分支图。

邻接法（英文：neighbor-joining method；又称 NJ 法），生物信息学术语，是一種用於构建系統發生樹（演化树）的快速聚类方法，由日本遗传学家齋藤成也（平文式罗马字：Saitou Naruya）和日裔美国生物学家根井正利（Nei Masatoshi）二人在1987年創立。使用邻接法構建演化树時，通常需要基於 DNA 序列或蛋白质数据，以此了解每對分類單元之間的距離，通过确定距离最近（或相邻）的成对分類單元使演化树的总距离达到最小，循环地将相邻点合并成新的点，最终形成完整的樹型。
邻接法不需要關於分子钟的假设，不考虑任何优化标准，基本思想是进行类的合并时，不仅要求待合并的类是相近的，而且要求待合并的类远离其他的类，从而通过对完全没有解析出的星型演化树进行分解，来不断改善星型演化树。

## 参阅
- 最邻近搜索